# 317 (число)
317 (триста семнадцать) — натуральное число, расположенное между числами 316 и 318. Оно является 66-м простым числом, а относительно их последовательности расположено между 313 и 331.

## В математике
317 — нечётное трёхзначное число.
|  | Число 317 простое не потому, что мы думаем так, и не потому, что наш разум устроен так, а не иначе, а потому, что это так, потому, что математическая реальность устроена так.Г. Х. Харди, Апология математика |

- 317 — 66-е простое число[3].
  - 317 — 49-е простое число Чена[4].
  - 317 — 35-е простое число Эйзенштейна[5].
  - 317 — 31-е простое число Пифагора[6]: 317 = 4n+1 (при n=79), 317 = 142 + 112 .
  - 317 — 12-е простое число, при удалении любой цифры которого опять получается простое число (среди трёхзначных чисел таким свойством обладают всего 11)[7].
  - 317 — число единиц в четвёртом из девяти известных простых репьюнитов[8][9][10], причём утверждается, что именно 317-значный репьюнит наиболее важен в криптографии, поскольку остальные либо слишком маленькие, либо слишком большие[11]. На 1983 год это число было самым большим из известных простых репьюнитов[12].
  - 317 — четвёртое простое число p, такое, что период десятичного разложения числа {\displaystyle {\tfrac {1}{p}}} равен {\displaystyle {\tfrac {p-1}{4}}}. Среди чисел до тысячи есть лишь 10 чисел с этим свойством: 53, 173, 277, 317, 397, 769, 773, 797, 809, 853[13].
  - 317 — строго непалиндромное число[14].
- (317# − 1)[прим. 1] является праймориальным простым числом, седьмым простым числом такого типа[15][16][17].
- Сумма квадратов цифр числа 317 равна простому числу 59, причём в качестве цифр в выражении 32 + 12 + 72 = 59 фигурируют все нечётные числа меньше десяти[18].
- Цифры этого числа удовлетворяют следующему свойству: 317 = (−3)3 + 13 + 73[18].
- Если не различать матрицы, полученные друг из друга перестановкой столбцов и/или строк, то существует 317 (0,1)-матриц 4 × 4[19][20].
- 317 — наибольшее простое число, из которого нельзя вычеркнуть одну или две цифры так, чтобы получилось составное число[источник не указан 2408 дней].

## В литературе
- «Песенник» Франческо Петрарки включает 317 сонетов.
- «Союз 317», «Правительство земного шара» — одна из поэтических утопий Председателя земного шара Велимира Хлебникова, международное общество деятелей культуры, которое должно было осуществлять идею мировой гармонии.

|  | И вот в моём разуме восходишь ты, священное число 317, среди облаков неверящих в него.Лунный свет |

## В электронике
- LM317[англ.] — широко используемый интегральный регулируемый стабилизатор напряжения, разработанный в 1970 году Робертом Джоном Видларом[21]. Аналог КР142ЕН12А.

## В астрономии
- (317) Роксана — небольшой астероид главного пояса, который принадлежит к очень светлому спектральному классу E, характеризующегося высоким значением альбедо, почти 50 %.